# EKvittering
eKvittering var  en dansk iværksættervirksomhed der havde til mission at skabe en elektronisk version af den fysiske papirkvittering. Virksomheden var ved at udvikle servicen til brug i detailhandlen, hvor landets butikker fik mulighed for at sende kvitteringerne elektronisk til deres kunder, forudsat at kunderne havde tilmeldt deres betalingskort til servicen. eKvitteringer brugte butikkens it-system og kundens betalingskort til at sende kvitteringerne elektronisk. 
De gik konkurs i august 2015.